# Museo Arqueológico de Pela
El Museo Arqueológico de Pela es uno de los museos de la región de Macedonia Central, en Grecia. Está situado en el sitio arqueológico de la antigua ciudad de Pela. 

## Historia del museo
Las primeras excavaciones en Pela tuvieron lugar entre 1957 y 1963. El gran número de hallazgos realizados hizo necesaria la construcción de un lugar para preservarlos. Hasta 1973 se conservaron en un pequeño almacén y desde 1973 en un edificio construido específicamente para ello, cuyas dimensiones eran bastante limitadas, que necesitó de constantes reestructuraciones para que desempeñara adecuadamente su función. Por ello, entre 1996 y 2000 se elaboró un proyecto para la construcción de un nuevo museo que fue edificado entre 2006 y 2009, que se integra en el yacimiento arqueológico y que es la sede de la exposición actual.

## Colecciones

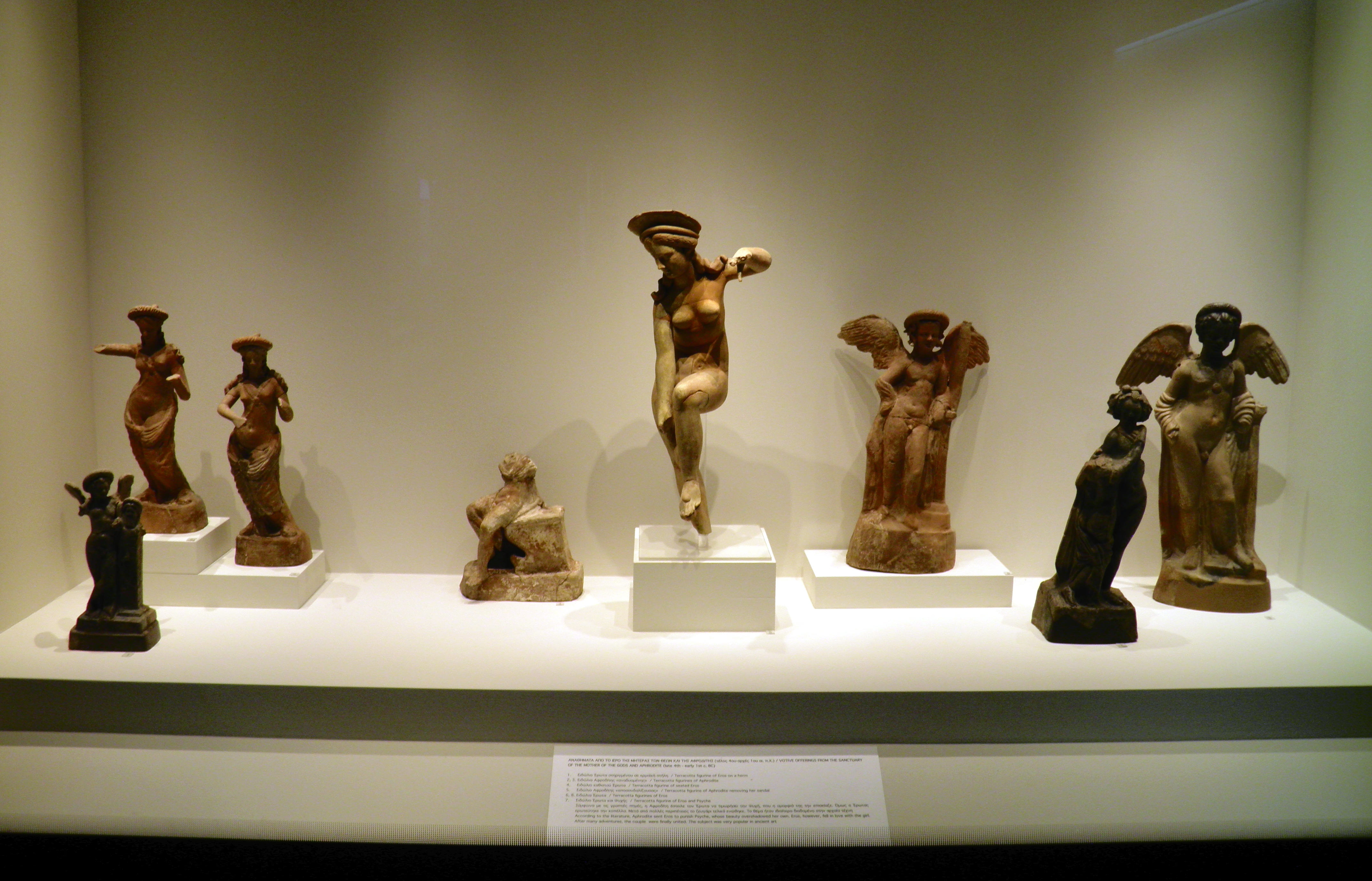
Varias figurillas presentes en el Museo Arqueológico de Pela

Este museo contiene una destacada colección de objetos procedentes principalmente de las excavaciones de la antigua ciudad de Pela, que fue el lugar donde nació Alejandro Magno. Por ello, la exposición permanente del museo se inicia con dos estatuas que se considera que representan a este monarca macedonio: una cabeza de mármol y una estatuilla que lo representa con atributos relacionados con el dios Pan.
El museo se encuentra dividido en varias secciones temáticas. La primera es la correspondiente a la vida cotidiana de los habitantes de la antigua ciudad. Aquí se exponen suelos de mosaico de algunas casas destacadas, como la «casa de Dioniso» y la «casa del secuestro de Helena». También hay pintura de decoración de muros de otra casa destacada, elementos arquitectónicos, cerámica y mobiliario. Además, se encuentran objetos relacionados con la vestimenta, el funcionamiento de las casas, el aseo, los oficios, el culto, la educación y actividades de ocio.
La segunda sección trata de la vida pública. En ella se exponen objetos de carácter administrativo, como sellos e inscripciones; objetos de carácter comercial, como recipientes de almacenamiento, monedas y herramientas de actividades productivas como talleres de cerámica y el trabajo de metales. Es destacable una reproducción de una antigua tienda ubicada en el antiguo ágora que fue destruida durante un terremoto en el siglo I a. C., donde se han colocado todos los objetos encontrados cuando se excavó ese lugar. 
La tercera sección expone hallazgos procedentes de santuarios, entre los que se encuentran mosaicos y ofrendas votivas.
La cuarta sección contiene los objetos procedentes de las tumbas de la zona. Hay expuestos dos enterramientos en los que se aprecian sus respectivas costumbres funerarias, uno de la Edad del Bronce y otro del siglo V a. C. Los objetos expuestos en las vitrinas abarcan todos los periodos históricos comprendidos entre la Edad del Bronce y el periodo helenístico.
El museo termina en una sección del antiguo palacio de la ciudad, donde se exponen las características que tenía el mismo. Además, hay otro espacio que se destina a la organización de exposiciones temporales.

## Véase también

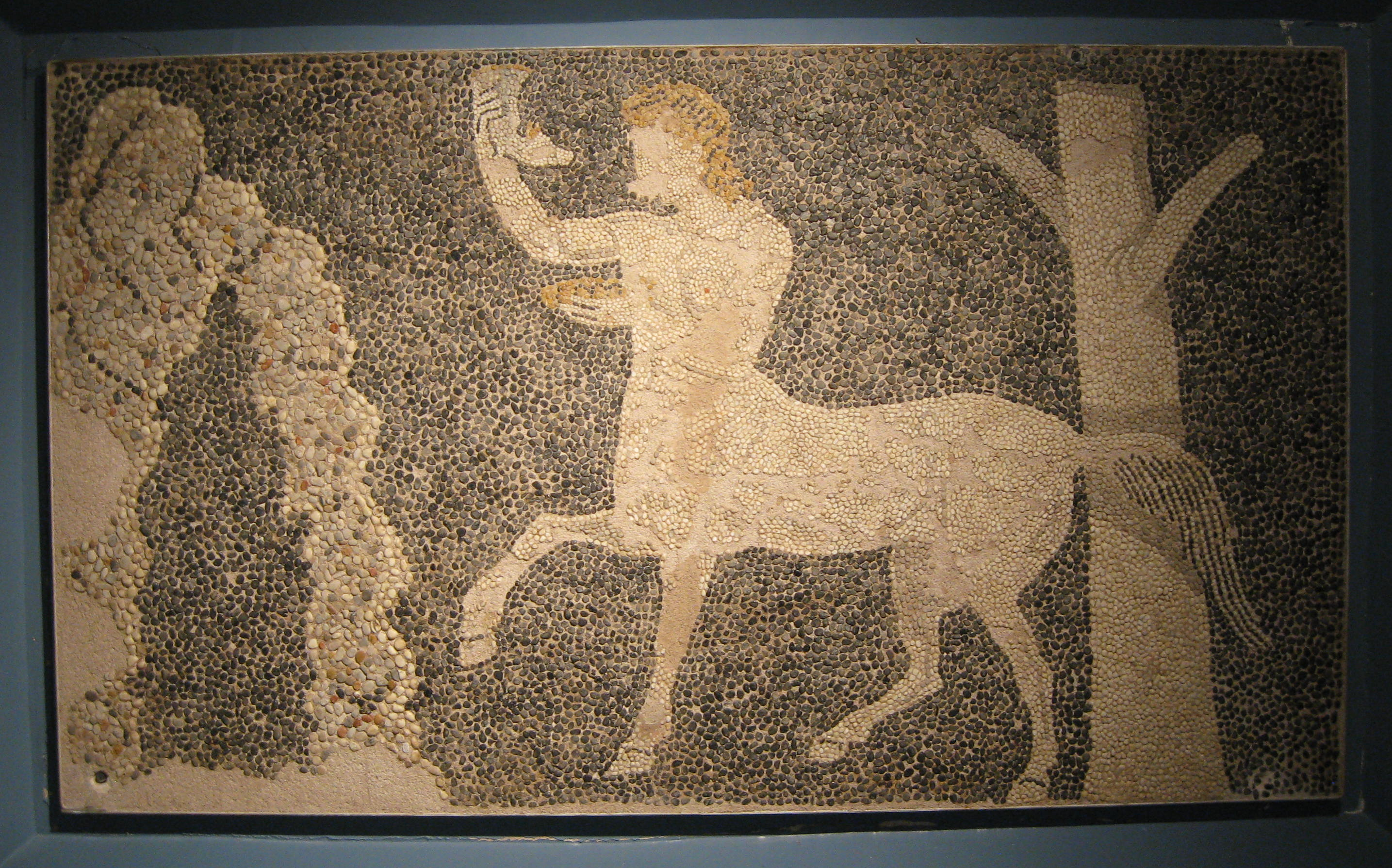
Uno de los mosaicos expuestos en el museo.
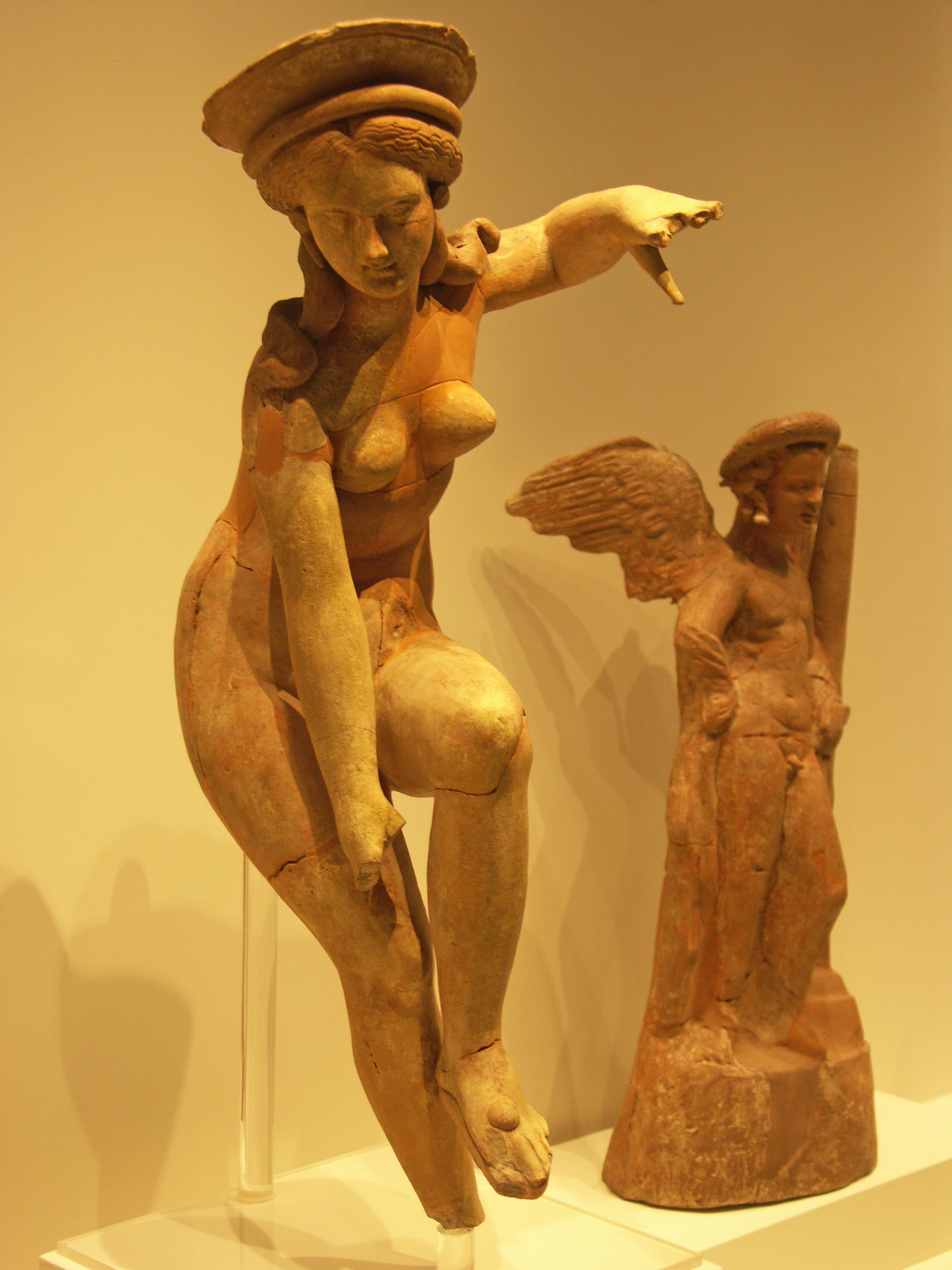
Figurilla de terracota que representa a Afrodita desatándose una sandalia, del periodo helenístico.
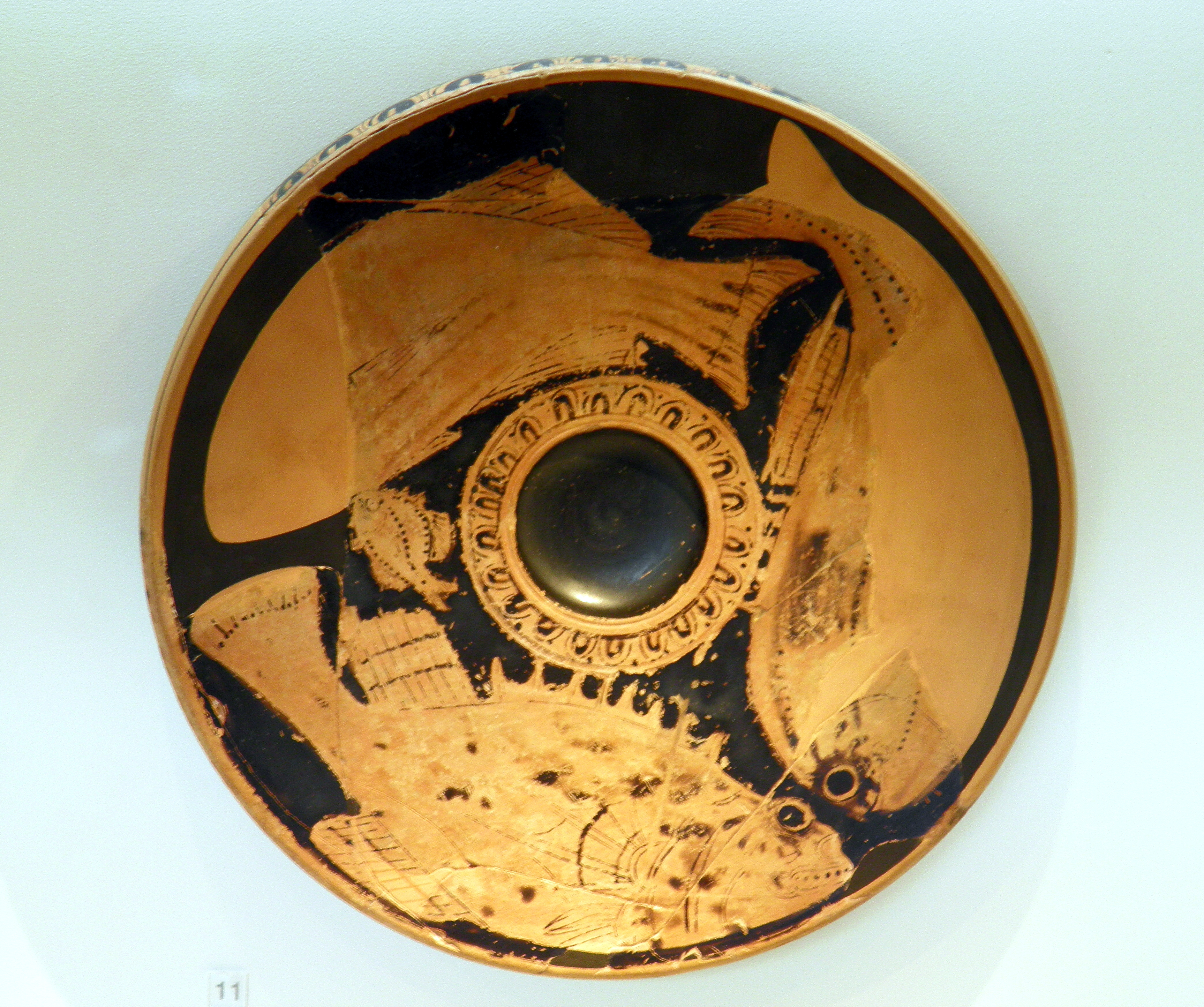
Cerámica de figuras rojas del siglo IV a. C.
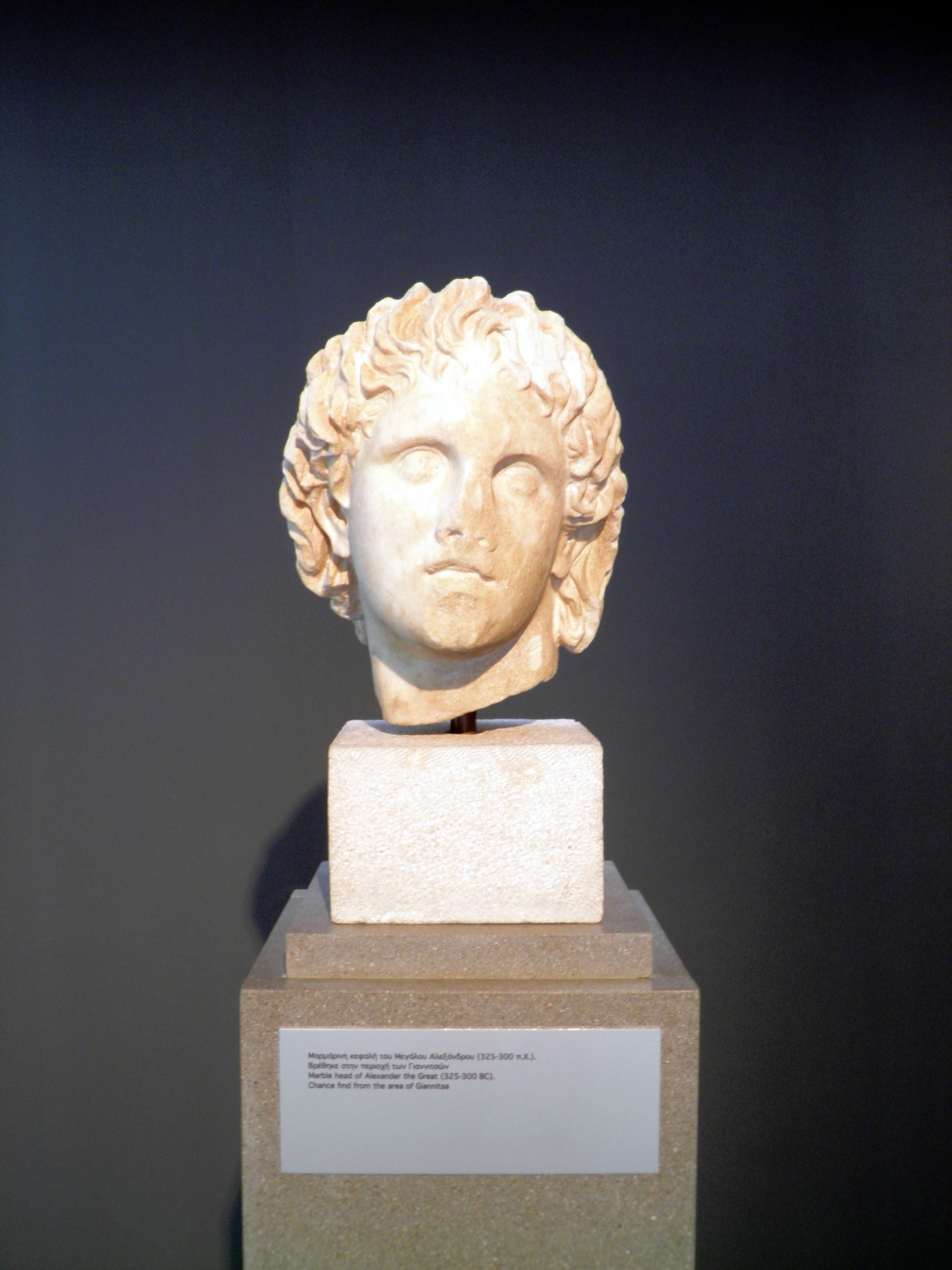
Cabeza de mármol que posiblemente representa a Alejandro Magno.